# Nictúria
La nictúria (derivat del grec νυκτουρία: nit i orina), es defineix per la Societat de Continència Internacional (ICS) com “la queixa que l'individu s'ha de despertar a la nit d'una o més vegades per a la micció”. Les seves causes són variades i, en molts pacients, difícils de discernir.
Per tal de diagnosticar la nictúria s'hauria de conèixer el volum d'orina del pacient. L'ICS ho refereix "al volum total d'orina entre el moment en què l'individu va al llit amb la intenció de dormir i el moment en què es desperta per llevar-se al matí", així s'exclou l'última orina d'abans d'anar a llit però s'inclou la primera orina del matí si la necessitat d'orinar desperta al pacient. Tot i que no tots els pacients necessiten tractament, la majoria de les persones el busquen quan la nictúria és important, és a dir: quan s'ha de despertar més de 2-3 vegades per nit. També es té en compte pel diagnòstic quantes hores arriba a dormir el pacient i quantes serien raonables d'aconseguir.

## Causes
Les dues causes principals de la nictúria són els trastorns endocrins i problemes vesicals.
Hi ha dues hormones principals que regulen el nivell d'aigua del cos: l'arginina vasopressina (AVP) i el pèptid natriurètic auricular (ANP). L'AVP és una hormona antidiürètica produïda en l'hipotàlem i emmagatzemada i alliberada per la hipòfisi posterior. L'AVP augmenta l'absorció d'aigua en el sistema col·lector renal de les nefrones, així disminueix la producció d'orina. S'utilitza per regular els nivells d'hidratació al cos. L'ANP, d'altra banda, s'allibera per les cèl·lules musculars cardíaques en resposta a un volum sanguini alt. Quan s'activa, l'ANP allibera aigua, augmentant així la producció d'orina.
La nictúria té quatre principals causes subjacents: poliúria global, poliúria nocturna, trastorns d'emmagatzematge de la bufeta, o una etiologia mixta. Els dos primers processos es deuen a nivells irregulars d'AVP o ANP. El tercer procés és un problema vesical.

### Poliúria global
La poliúria global és la sobreproducció contínua d'orina que no només es limita a les hores de dormir. La poliúria global es produeix en resposta a un augment de la ingesta de líquids i es defineix com una eliminació d'orina de més de 40 ml/kg/24 hores. Les causes comunes de la poliúria global són trastorns de set primaris com ara diabetis mellitus i diabetis insípida.

### Poliúria nocturna
La poliúria nocturna es defineix com un augment en la producció d'orina durant la nit, però amb una disminució proporcional en la producció d'orina durant el dia que es tradueix en un volum normal d'orina de 24 hores.

## Tractament

### Fàrmacs
- Substitucions de l'HAD com la desmopressina[5] i la vasopressina
- Els blocadors alfa-1 selectius són el medicament més utilitzat per tractar l'HBP.[6] Els blocadors alfa-1 són el tractament de primera línia per als símptomes de l'HBP en homes.[7][8][9][10] La doxazosina, la terazosina, l'alfuzosina i la tamsulosina han estat ben establertes en el tractament per reduir els símptomes del tracte urinari inferior causats per la hiperplàsia benigna de pròstata. Es creu que tots són igualment efectius per a aquest propòsit. Els bloquejadors alfa-1 de primera generació, com la prazosina, no es recomana per tractar els símptomes del tracte urinari inferior a causa del seu efecte de reducció de la pressió arterial. Amb aquesta finalitat s'utilitzen fàrmacs de generació posterior d'aquesta classe.[7][11] En alguns casos s'han utilitzat blocadors alfa-1 en teràpia combinada amb blocadors de la 5-alfa reductasa. La dutasterida i la tamsulosina estan al mercat com a teràpia combinada i els resultats han demostrat que milloren els símptomes de manera significativa en comparació amb la monoteràpia.[11][12]
- Si la infecció del tracte urinari és causant, es pot tractar amb antimicrobians urinaris.[13]
- Els agents antimuscarínics com l'oxibutinina, la tolterodina, la solifenacina s'utilitzen especialment en pacients que pateixen nictúria a causa d'una bufeta hiperactiva i incontinència d'urgència perquè ajuden a la contractilitat de la bufeta.[14]